# Валенборн
Валенборн (њем. Wallenborn) општина је у њемачкој савезној држави Рајна-Палатинат. Једно је од 109 општинских средишта округа Вулканајфел. Према процјени из 2010. у општини је живјело 455 становника. Посједује регионалну шифру (AGS) 7233079.

## Географски и демографски подаци
Валенборн се налази у савезној држави Рајна-Палатинат у округу Вулканајфел. Општина се налази на надморској висини од 425 метара. Површина општине износи 8,2 km². У самом мјесту је, према процјени из 2010. године, живјело 455 становника. Просјечна густина становништва износи 55 становника/km².